# Los apocalipsis del pasado
Ancient Apocalypse o Los apocalipsis del pasado en España, es una serie documental de 2022, presentada por el británico Graham Hancock. 

## Sinopsis
En la serie, Hancock sostiene que una civilización avanzada de la edad de hielo fue destruida en un cataclismo, pero que sus supervivientes introdujeron la agricultura, la arquitectura monumental y la astronomía a los cazadores-recolectores de todo el mundo. Intenta mostrar cómo varios monumentos antiguos son evidencia de esto y afirma que los arqueólogos están ignorando o encubriendo esta supuesta evidencia. Incorpora ideas del Comet Research Group, incluida la controvertida hipótesis del impacto del Dryas Reciente, que atribuye el cambio climático al final del Pleistoceno a un bombardeo masivo de meteoritos.

## Producción y lanzamiento
La serie fue producida por ITN Productions y lanzada por Netflix el 10 de noviembre de 2022. El hijo de Hancock, Sean Hancock, es "gerente senior de originales sin guión" en Netflix. Fue la segunda serie más vista en Netflix en su semana de estreno.
Una segunda temporada fue estrenada en Netflix el 16 de octubre de 2024 y el actor Keanu Reeves participó en ella junto a Hancock. Los planes para filmar partes de la segunda temporada del programa en los EE. UU. fueron cancelados tras la oposición de los grupos nativos por la descripción que hace Hancock de su historia y cultura.

## Episodios

### Temporada 1
| Episodios          | Episodios                              | Episodios | Episodios |
| Número de episodio | Título                                 | Temas |           |
| ------------------ | -------------------------------------- | --- | --------- |
| 1                  | Érase una vez un diluvio               | Gunung Padang, Sondalandia, Nan Madol |           |
| 2                  | Supervivientes en medio del caos       | Cholula (sitio mesoamericano), Gran Pirámide de Cholula, Texcotzingo, Xochicalco                                                           |           |
| 3                  | Sirio                                  | Templos megalíticos de Malta, Malta Cart Ruts, Għar Dalam, Sirius                                                                          |           |
| 4                  | Fantasmas de un mundo sumergido        | Camino de Bimini, mapa de Piri Reis de 1513, Isla Shark (Bimini)                                                                           |           |
| 5                  | El legado de los sabios                | Göbekli Tepe, Karahan Tepe |           |
| 6                  | La civilización perdida de los EE. UU. | Poverty Point, Montículo de la Serpiente, Constructores de Montículos, Cultura Clovis                                                      |           |
| 7                  | Un invierno fatídico                   | Derinkuyu, ciudad subterránea de Kaymakli, Nevşehir                                                                                        |           |
| 8                  | Cataclismo y renacimiento              | Scablands canalizadas, inundaciones de Missoula, sitio Clovis de Murray Springs, Dryas más joven, hipótesis del impacto de Dryas más joven |           |

### Temporada 2 (Las Americas)
| Número de episodio | Título       | Temas                                                                                 |
| ------------------ | ------------ | ------------------------------------------------------------------------------------- |
| 1                  | Capítulo I   | Huellas fósiles de White Sands, Geoglifos de la Amazonia                              |
| 2                  | Capítulo II  | Serra do Paituna, Isla de Pascua, Moai                                                |
| 3                  | Capítulo III | Isla de Pascua, Candelabro de Paracas, Viracocha                                      |
| 4                  | Capítulo IV  | Sacsayhuamán, Viracocha, terra preta, Templo de la luna                               |
| 5                  | Capítulo V   | Montículos norteamericanos, Pueblo Bonito, Cañón del Chaco, Palenque                  |
| 6                  | Capítulo VI  | Palenque, Kukulcán, Templo de Kukulcán, Quetzalcoatl, Oannes, Osiris, Calendario maya |

## Crítica
Los arqueólogos y otros expertos han descrito las teorías presentadas en la serie como carentes de evidencia y fácilmente refutables. La Sociedad de Arqueología Estadounidense se opuso a la clasificación de la serie como documental y solicitó que Netflix la reclasificara como ciencia ficción, afirmando que:

"desestima repetida y vigorosamente a los arqueólogos y la práctica de la arqueología con una retórica agresiva, buscando intencionalmente causar daño a nuestros miembros y nuestra profesión ante el ojo público;... la teoría que presenta tiene una asociación de larga data con ideologías racistas y supremacistas blancas ; comete injusticia con los pueblos indígenas; y envalentona a los extremistas".

Andreas Grünschloß describe a Hancock como una persona que malinterpreta las fuentes para respaldar sus propias ideas. Según Andreas, Hancock es un escritor de ficción que presenta su ficción como una publicación "de estilo científico".